# 照ケ丘矢田
照ケ丘矢田（てるがおかやた）は、大阪府大阪市東住吉区にある町名。現行行政地名は照ケ丘矢田一丁目から照ケ丘矢田四丁目。

## 地理
東住吉区の南東部に位置し、東と南に住道矢田、西に矢田、北に湯里と接している。

## 歴史

### 沿革
1980年（昭和55年）、東住吉区矢田矢田部町・矢田富田町・矢田住道町・矢田灰崎町・矢田今池町・矢田笠松町・矢田住道町1 - 8丁目の各一部より、照ケ丘矢田1 - 4丁目が成立。

## 世帯数と人口
2024年（令和6年）9月30日現在の世帯数と人口は以下の通りである。
| 丁目             | 世帯数    | 人口    |
| ---------------- | --------- | ------- |
| 照ケ丘矢田一丁目 | 1,170世帯 | 1,767人 |
| 照ケ丘矢田二丁目 | 655世帯   | 1,137人 |
| 照ケ丘矢田三丁目 | 1,086世帯 | 1,686人 |
| 照ケ丘矢田四丁目 | 495世帯   | 767人   |
| 計               | 3,406世帯 | 5,357人 |

### 人口の変遷
国勢調査による人口の推移。
| 1995年（平成7年）  | 6,123人 | [ 5 ]  |  |
| 2000年（平成12年） | 5,825人 | [ 6 ]  |  |
| 2005年（平成17年） | 5,567人 | [ 7 ]  |  |
| 2010年（平成22年） | 5,302人 | [ 8 ]  |  |
| 2015年（平成27年） | 4,809人 | [ 9 ]  |  |
| 2020年（令和2年）  | 4,740人 | [ 10 ] |  |

### 世帯数の変遷
国勢調査による世帯数の推移。
| 1995年（平成7年）  | 2,840世帯 | [ 5 ]  |  |
| 2000年（平成12年） | 2,801世帯 | [ 6 ]  |  |
| 2005年（平成17年） | 2,723世帯 | [ 7 ]  |  |
| 2010年（平成22年） | 2,720世帯 | [ 8 ]  |  |
| 2015年（平成27年） | 2,493世帯 | [ 9 ]  |  |
| 2020年（令和2年）  | 2,543世帯 | [ 10 ] |  |

## 学区
市立小・中学校に通う場合、学区は以下の通りとなる。なお、小学校・中学校入学時に学校選択制度を導入しており、通学区域以外に東住吉区の小学校・中学校から選択することも可能。
| 丁目             | 番   | 小学校               | 中学校             |
| ---------------- | ---- | -------------------- | ------------------ |
| 照ケ丘矢田一丁目 | 全域 | 大阪市立矢田北小学校 | 大阪市立矢田中学校 |
| 照ケ丘矢田二丁目 | 全域 | 大阪市立矢田北小学校 | 大阪市立矢田中学校 |
| 照ケ丘矢田三丁目 | 全域 | 大阪市立矢田北小学校 | 大阪市立矢田中学校 |
| 照ケ丘矢田四丁目 | 全域 | 大阪市立矢田北小学校 | 大阪市立矢田中学校 |

## 事業所
2021年（令和3年）現在の経済センサス調査による事業所数と従業員数は以下の通りである。
| 丁目             | 事業所数  | 従業員数 |
| ---------------- | --------- | -------- |
| 照ケ丘矢田一丁目 | 48事業所  | 331人    |
| 照ケ丘矢田二丁目 | 37事業所  | 235人    |
| 照ケ丘矢田三丁目 | 72事業所  | 404人    |
| 照ケ丘矢田四丁目 | 20事業所  | 127人    |
| 計               | 177事業所 | 1,097人  |

## 交通

### バス
2020年4月現在
- 大阪シティバス[14]
  - 4号系統：照ヶ丘矢田 - 湯里六丁目
  - 6号系統：湯里六丁目 - 住道矢田北口
  - BRT1：湯里六丁目
- 北港観光バス[15]
  - 西田辺瓜破西線：トミオカ体操スクール前 - 大阪総合保育大学前

### 道路
- 国道479号（長居公園通）

## 施設
- 大阪市立矢田北小学校
- 大阪総合保育大学
- 城南学園中学校・高等学校
- 城南学園幼稚園
- 東住吉照ケ丘矢田郵便局
- のぞみ信用組合 矢田支店
- 矢田住道公園
- 照ヶ丘矢田公園

## その他

### 日本郵便
- 〒546-0021[3]（集配局：東住吉郵便局[16]）